# رون نحمان
رون نحمان (بالعبرية: רון נחמן‏) (6 أغسطس 1942 - 18 يناير 2013) كان سياسيًا إسرائيليًا وعضوًا سابقًا في الكنيست عن حزب الليكود. وهو مؤسس آرييل، إحدى أكبر المستوطنات الإسرائيلية في الضفة الغربية، وكان رئيسًا لبلديتها منذ عام 1985 حتى وفاته عام 2013. 
في فبراير 2013 حصل نحمان بعد وفاته على جائزة إسرائيل. 

## حياته
ولد نحمان في تل أبيب خلال فترة الانتداب البريطاني على فلسطين، ودرس في جامعة تل أبيب، حيث حصل على ليسانس الحقوق والبكالوريوس في العلوم السياسية ودراسات القانون.
انضم إلى المؤسسة الاستيطانية عام 1972. بصفته عضوًا في مجلس إدارة الصناعات العسكرية الإسرائيلية، أسس "مجموعة تل أبيب" لاستيطان الأراضي التي احتلتها إسرائيل في يونيو 1967.  بعد أن ساعد في تأسيس آرييل في عام 1978، أصبح أول عمدة لها في عام 1985، وأعيد انتخابه أربع مرات.
وكان نحمان قد دافع عن جعل آرييل جزءاً لا يتجزأ من إسرائيل. منذ عام 1997، عمل على ترقية كلية يهودا والسامرة السابقة إلى مرتبة الجامعة. وعلى الرغم من أن الكلية أعادت تسمية نفسها إلى مركز جامعة آرييل في السامرة، إلا أن وزير التربية والتعليم يولي تامير ومجلس التعليم العالي تعهدا بمنعها.  ومع ذلك، في عام 2012 أصبحت الكلية جامعة رسميًا، لتصبح أول جامعة معتمدة في إسرائيل منذ الثمانينيات. 
في عام 1992 انتخب عضوا في الكنيست عن قائمة الليكود وكان عضوا في لجان المالية والدستور والقانون والعدل. وخسر مقعده في انتخابات 1996.
وكان نحمان أيضًا نائبًا مناوبًا لرئيس المجلس الصهيوني في إسرائيل وعضوا في لجنة العمل الصهيوني. كما شغل منصب نائب رئيس اتحاد السلطات المحلية. وكان يرى نفسه آخر المستوطنين العلمانيين. 
في فبراير 2013، حصل نحمان بعد وفاته على جائزة إسرائيل. 

## موت
توفي نحمان في 18 يناير 2013 أثناء تلقيه العلاج في مستشفى بيلينسون بعد صراع طويل مع مرض السرطان. كان عمره 70 عاما.  ودفن في حديقة إتغاريم التابعة للمركز الوطني لتنمية المهارات القيادية المطل على آرييل، بدلاً من المقبرة المحلية. لقد طلب هذا الموقع الاستثنائي وتم منح موافقة خاصة. وألقي كلمات التأبين من قبل رئيس الوزراء بنيامين نتنياهو ورئيس الكنيست رؤوفين ريفلين من بين شخصيات أخرى.  